# Reda Benbaziz
Reda Benbaziz est un boxeur algérien né le 9 septembre 1993.

## Carrière
Sa carrière amateur est principalement marquée par une médaille d'or remportée aux championnats d'Afrique 2015 dans la catégorie des poids légers.

## Palmarès

### Championnats d'Afrique
- Médaille d'argent en -60 kg en 2017 à Brazzaville, République du Congo
- Médaille d'or en -60 kg en 2015 à Casablanca, Maroc

### Jeux africains
- Médaille d'or en -60 kg en 2015 à Brazzaville, République du Congo
- Médaille d'argent en -56 kg en 2011 à Maputo, Mozambique

### Jeux méditerranéens
- Médaille de bronze en -60 kg en 2018 à Tarragone, Espagne
- Médaille d'or en -56 kg en 2013 à Mersin, Turquie